# هربرت ثيودور ميلبورن
هربرت ثيودور ميلبورن (بالإنجليزية: Herbert Theodore Milburn)‏ هو محامي وقاضي أمريكي، ولد في 26 مايو 1931 في كليفلاند في الولايات المتحدة، وتوفي في 1 أبريل 2016 في سيجنال ماونتن في الولايات المتحدة.